# Edith Endave, New Mexico
Edith Endave, New Mexico (енгл. Edith Endave) насељено је место без административног статуса у америчкој савезној држави Њу Мексико.

## Демографија
По попису из 2010. године број становника је 211.
| Група             | 2000.    | 2010.      |
| Белци             | 0 (0,0%) | 87 (41,2%) |
| Афроамериканци    | 0 (0,0%) | 3 (1,4%)   |
| Азијати           | 0 (0,0%) | 1 (0,5%)   |
| Хиспаноамериканци | 0 (0,0%) | 92 (43,6%) |
| Укупно            | 0        | 211        |